# Африканская цивета
Африканская цивета (африканская циветта, лат. Civettictis civetta) — млекопитающее из семейства виверровых отряда хищных. Единственный вид в роде Civettictis, раньше его относили к роду цивет Viverra.

## Этимология
Название рода Civettictis и вида civetta происходит от фр. civette, из итал. zibetto, из средневекового лат. zibethum, из араб. زباد‎ (zabād), обозначающего цибет.

## Описание
По форме тела африканская цивета  похожа на кошку. У неё широкая голова с заострённой мордой, короткими, острыми ушами, немного косо прорезанными глазами и зрачками круглой формы. Тело у африканской циветы длинное и толстое. Хвост средней длины и длина его равна приблизительно половине длины тела. Лапы средней длины. Мех у неё грубый и довольно редкий. Грива тянется по середине тела и заканчивается у хвоста. Основной  цвет  шерсти — пепельно-желтовато-серый, на котором часто выступают тёмно-бурые пятна. У разных особей они расположены на разных местах. На хвосте у африканской циветы расположен наиболее густой мех. На хвосте у неё есть около 5 чёрных колец, а заканчивается он тёмно-бурым кончиком. Обычно длина тела африканской циветты не превышает 65 см. Длина хвоста около 30 см. Высота в холке 25—30 см.

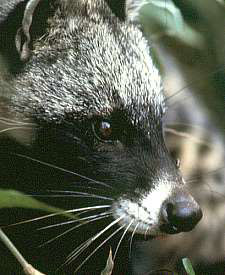
Африканская цивета

В неволе африканских цивет держат только в клетках, кормят мясом, в первую очередь птицей. Если цивета поймана молодой, она скоро становится ручной.

## Распространение
Распространена в Африке южнее Сахары, за исключением южной Африки и Сомалийского полуострова.

## Подвиды
Выделяют 6 подвидов африканской циветты (Civettictis civetta) :
- C. c. civetta
- C. c. australis
- C. c. congica
- C. c. pauli
- C. c. schwarzi
- C. c. volkmanni

## Охрана
Внесена в Приложение III CITES в Ботсване.

## Галерея

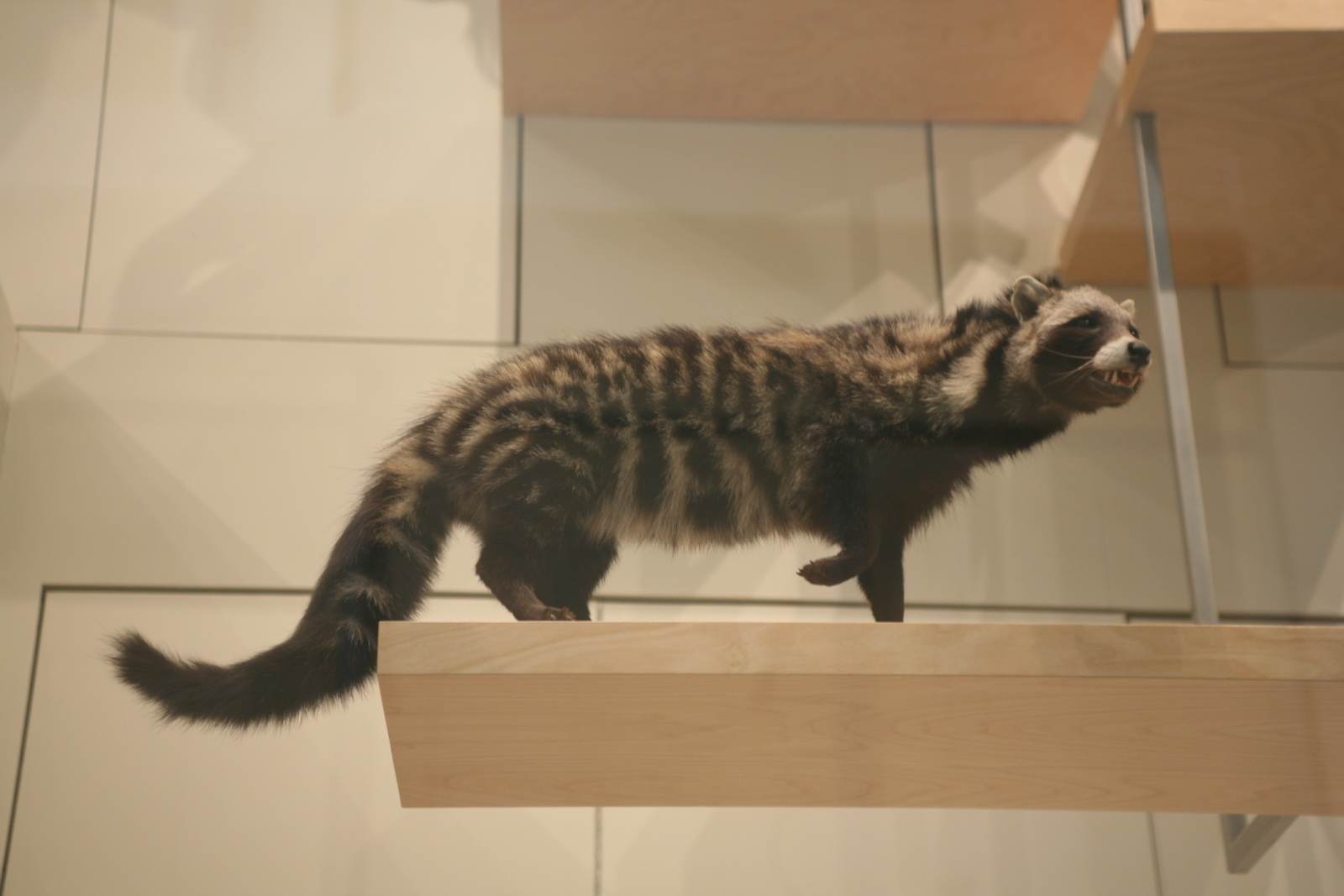
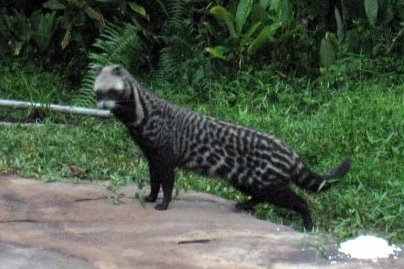
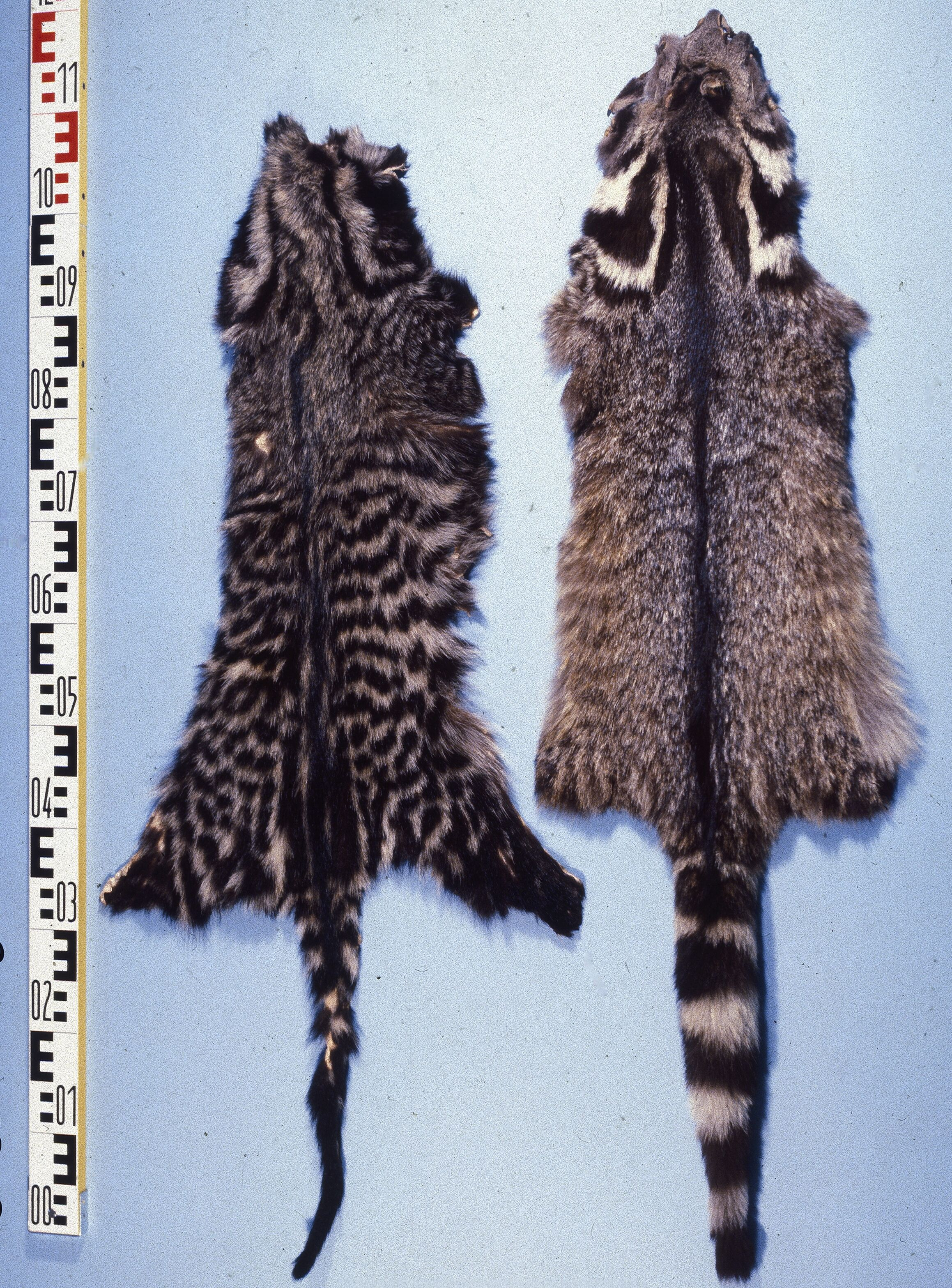
Шкура африканской циветы (слева)
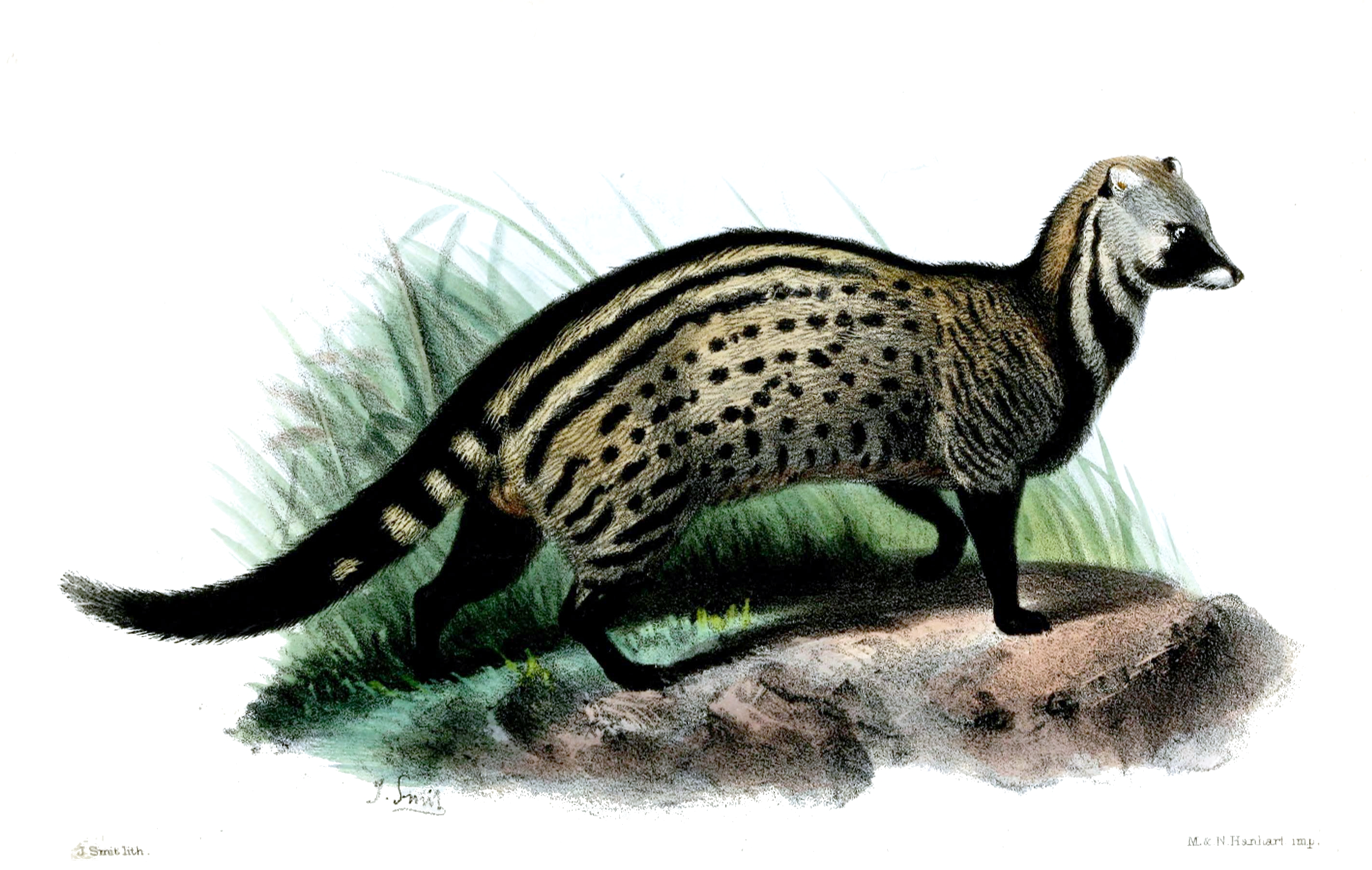